# Zabrzezie (gmina)
Zabrzezie (początkowo Zabrzeź) – dawna gmina wiejska istniejąca do 1939 roku w województwie nowogródzkim w Polsce (obecnie na Białorusi). Siedzibą gminy było miasteczko Zabrzezie (lub Zabrzeź; 306 mieszk. w 1921 roku).
Początkowo gmina należała do powiatu oszmiańskiego. 12 grudnia 1920 r. została przyłączona do nowo utworzonego powiatu wołożyńskiego pod Zarządem Terenów Przyfrontowych i Etapowych. 19 lutego 1921 r. wraz z całym powiatem weszła w skład nowo utworzonego województwa nowogródzkiego.
Po wojnie obszar gminy Zabrzezie został odłączony od Polski i włączony do Białoruskiej SRR.